# 永丰乡 (九寨沟县)
永丰乡，是中华人民共和国四川省阿坝藏族羌族自治州九寨沟县曾经下辖的一个乡。

## 行政区划
永丰乡撤销前下辖以下地区：
中寨村、下寨村、上寨村、菜园村、双龙村和新坪村。